# Pont Saint-Michel (Toulouse)
Pour les articles homonymes, voir pont Saint-Michel.
Le pont Saint-Michel est un pont traversant la Garonne à Toulouse. Construit en béton armé précontraint en 1962 par Eugène Freyssinet, il succède à deux autres ponts homonymes détruits respectivement en 1875 et 1961. Pont routier, il accueille aussi depuis 2013 le tramway de Toulouse.

## Situation et accès

### Description
Le pont Saint-Michel est situé en amont du Pont-Neuf, au nord de l'île du Ramier. Il relie le quartier Saint-Michel aux quartiers Saint-Cyprien et du Fer-à-Cheval.
Il franchit la Garonne en trois temps. Deux petits ouvrages permettent de franchir le petit bras du fleuve, entre les allées Paul-Feuga et l'île du Ramier. La partie principale du pont, qui va jusqu'à la place du Fer-à-Cheval, longue de 326 mètres, permet de franchir le grand bras du fleuve. 

### Voies rencontrées
Le pont Saint-Michel rencontre les voies suivantes, d'est en ouest (« g » indique que la rue se situe à gauche, « d » à droite) :
1. Allées Paul-Feuga (g)
2. Pont de Halage-de-Tounis (d)
3. Avenue du Grand-Ramier (g)
4. Impasse du Pont-Saint-Michel (d)
5. Place du Fer-à-Cheval

### Transports
Le pont Saint-Michel accueille depuis 2013 le tramway de Toulouse avec deux stations en son sein (Fer à Cheval et Île-du-Ramier).

## Histoire
Le premier pont Saint-Michel est inauguré en 1844. Il est construit sous la direction des frères Escarraguel.
Il est détruit par la crue de la Garonne en 1875, qui emporte aussi le pont Saint-Pierre. Son remplacement est décidé en 1884 et le nouveau pont a été inauguré en 1890. 

Pont Saint-Michel en ruines en 1875. Fonds Eugène Trutat, Archives municipales de Toulouse.
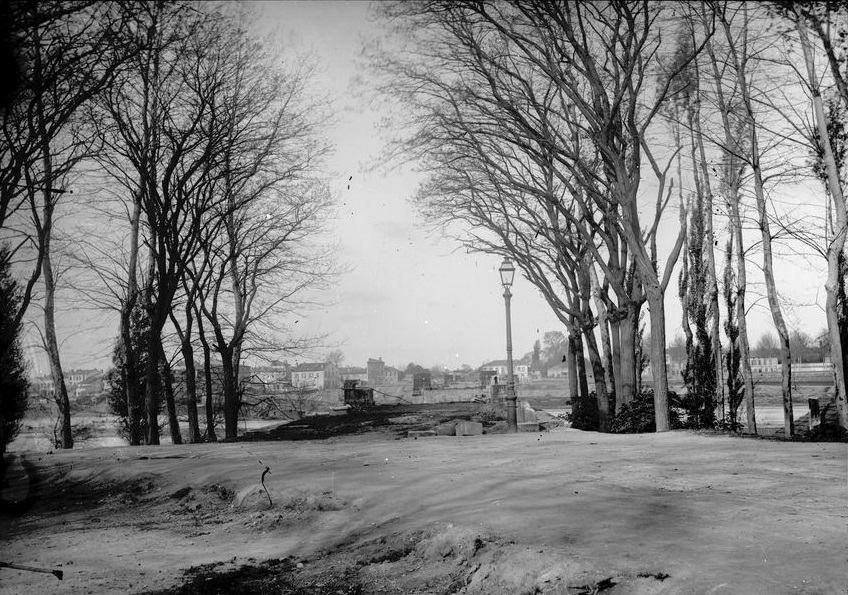
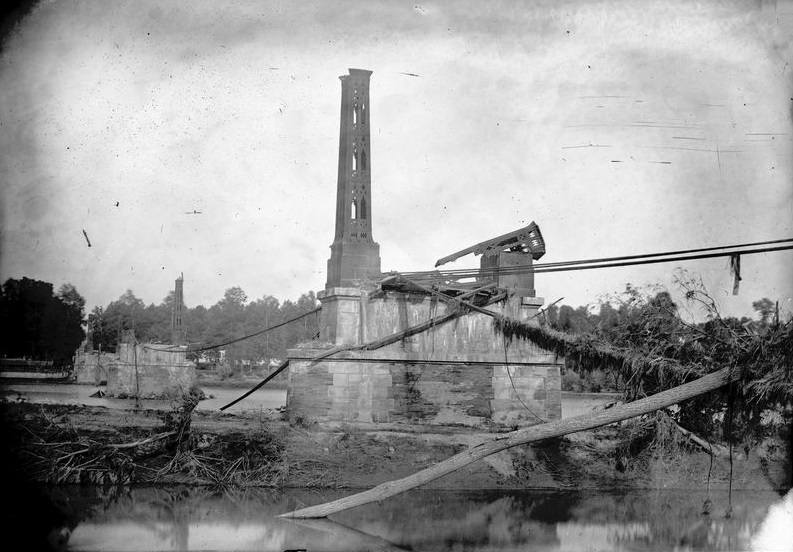

Construction du pont Saint-Michel en 1888 Fonds Eugène Trutat, Archives municipales de Toulouse.
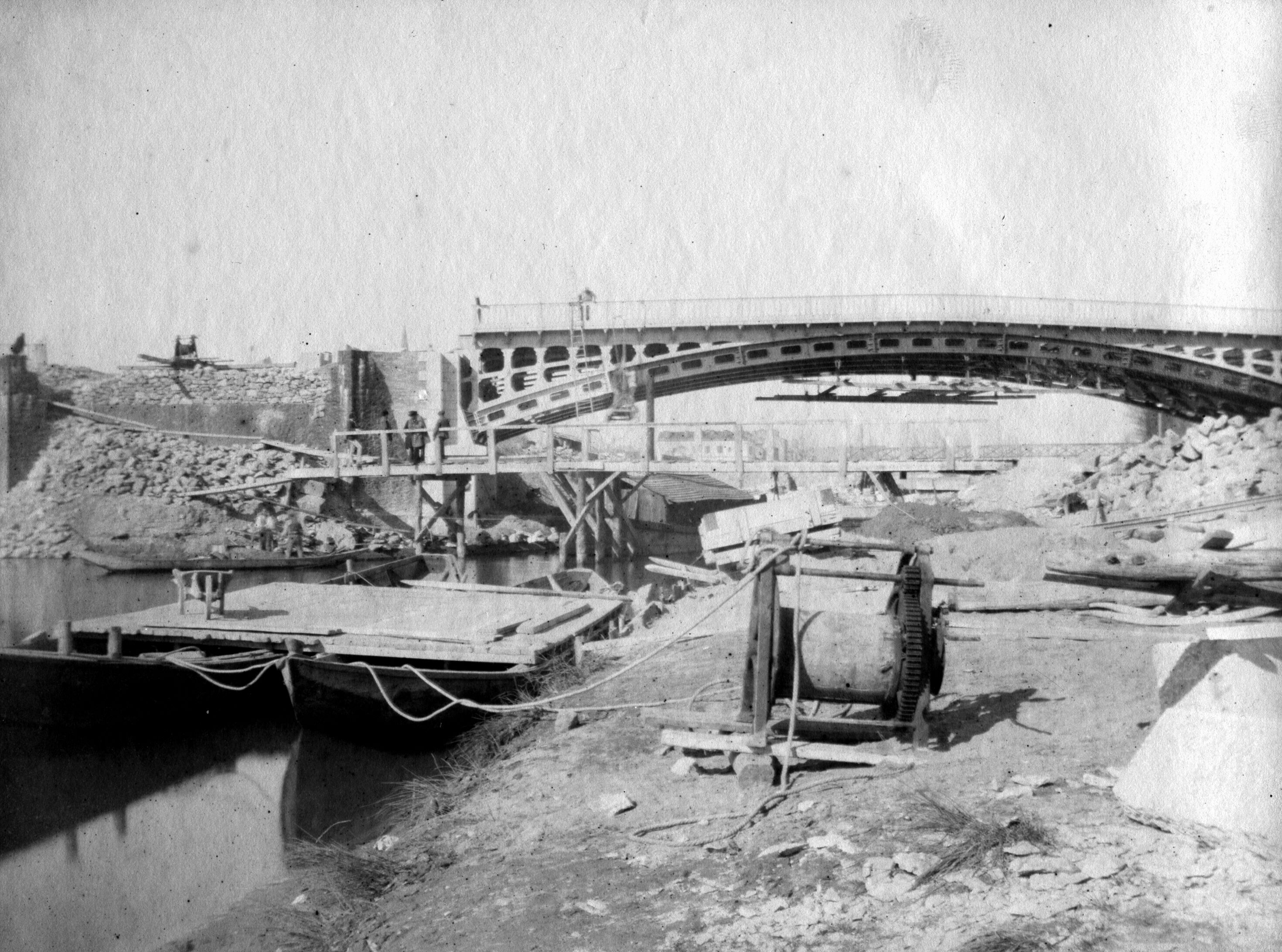
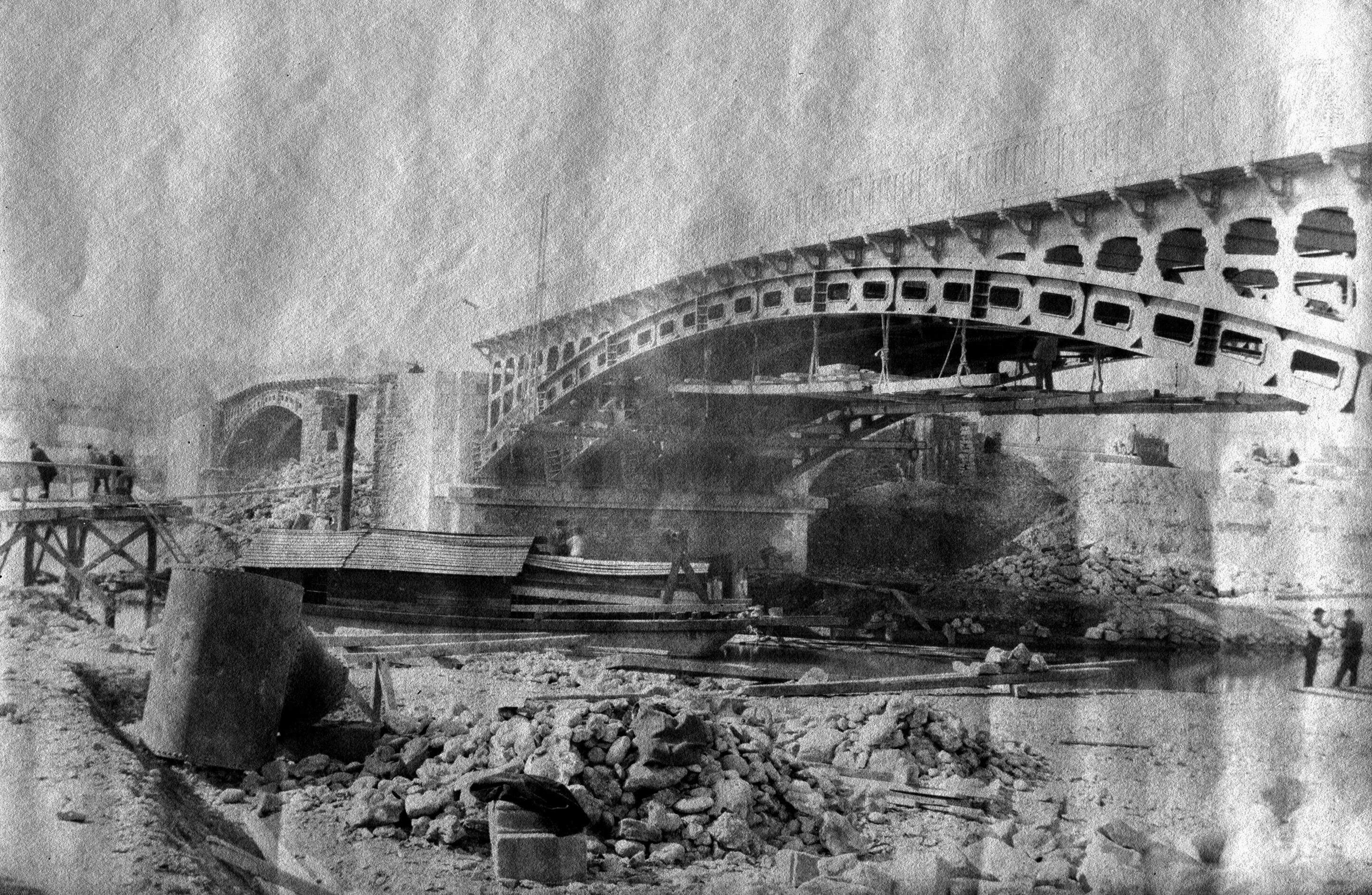

Le pont se révèle cependant, dès les années 1930, trop étroit : avec le développement du parc des Sports sur l'île du Ramier, et le trafic croissant entre les deux rives de la Garonne, et en particulier des lignes de tramway, le conseil municipal décide de l'agrandir. Après la Seconde Guerre mondiale, le ministère des Travaux publics met au concours la reconstruction du pont. C'est le projet de l'ingénieur Eugène Freyssinet qui est retenu. Le chantier, mené par l'entreprise toulousaine Segrette, associée à la société des Grands Travaux de l'Ouest, s'étale de 1955 à 1961. Le pont est inauguré le 12 février 1961.
En 2013, durant les travaux de la Ligne Garonne de tramway, qui traverse le pont, le pont est renforcé via un réseau de câbles en acier recouverts de fibre de  carbone. De plus, les cales à l'extrémité du pont sont remplacées et le tablier est modifié pour accueillir la plateforme du tramway.

## Architecture
Le pont Saint-Michel est un pont à béquilles en V. Les piles affleurent l'eau, au ras de l'étiage donné par la chaussée du Bazacle. Les béquilles, très ajourées, favorisent l'écoulement des eaux, particulièrement en période de forte crue – ils rappellent les ouïes en gueule de lion du Pont-Neuf voisin.
Les quatre piles forment cinq travées de 65,20 mètres de portée. Chaque travée est portée par cinq poutres parallèles en béton précontraint, légèrement cintrées, prolongées par des poutres obliques et reposant sur le rebord de la pile. Le tablier est long de 326 mètres et large de 26 mètres et les piles sont hautes de 30 mètres. Il consiste en une dalle continue, reposant simplement sur les poutres. 
La hauteur du pont a été déterminée par la hauteur de la terrasse de la rive droite, puisque le pont est niveau des allées Paul-Feuga, qu'il prolonge à l'ouest. En revanche, il accuse une forte pente du côté de la rive gauche, sur la place du Fer-à-Cheval. 

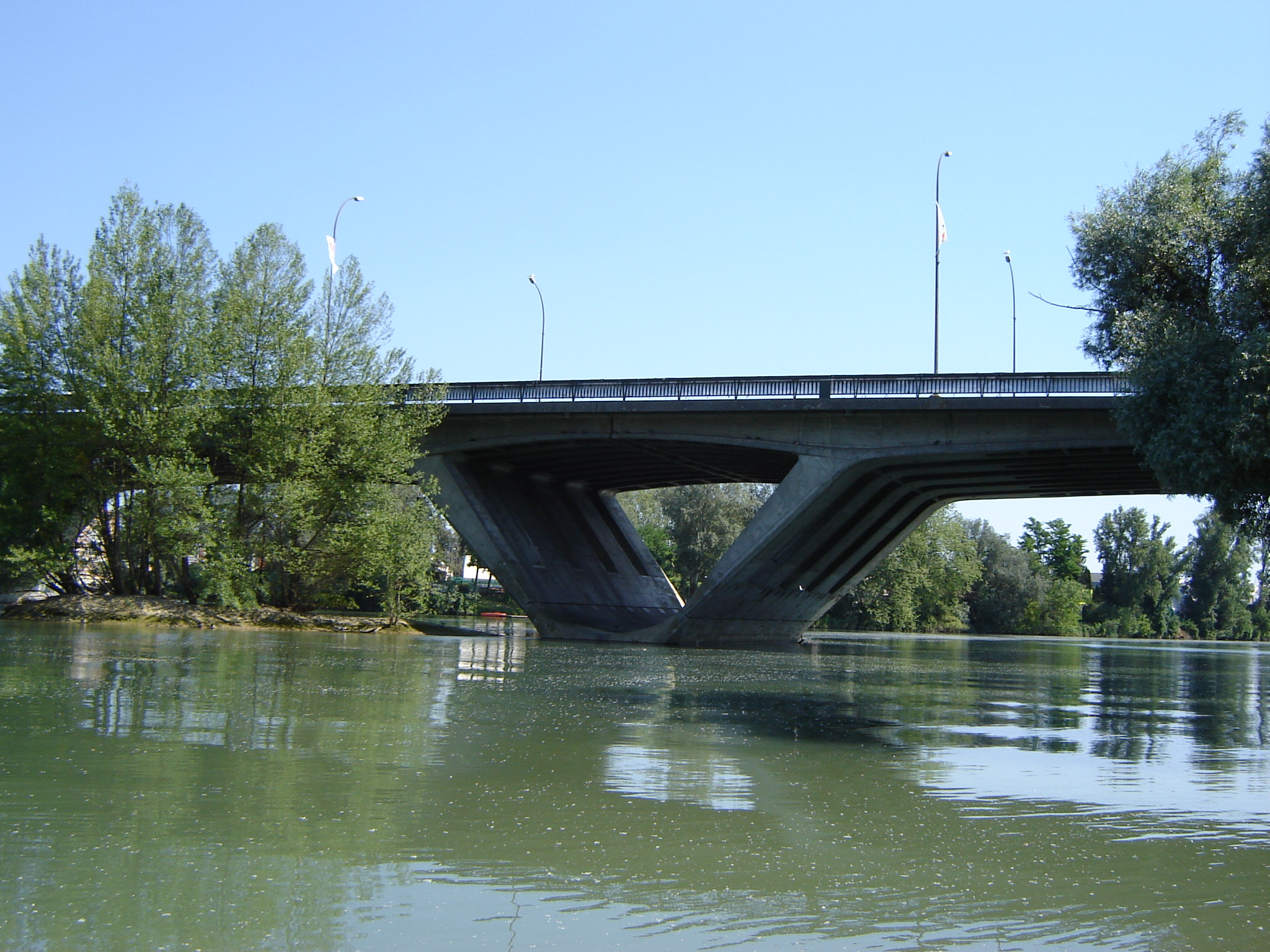
Une pile du pont
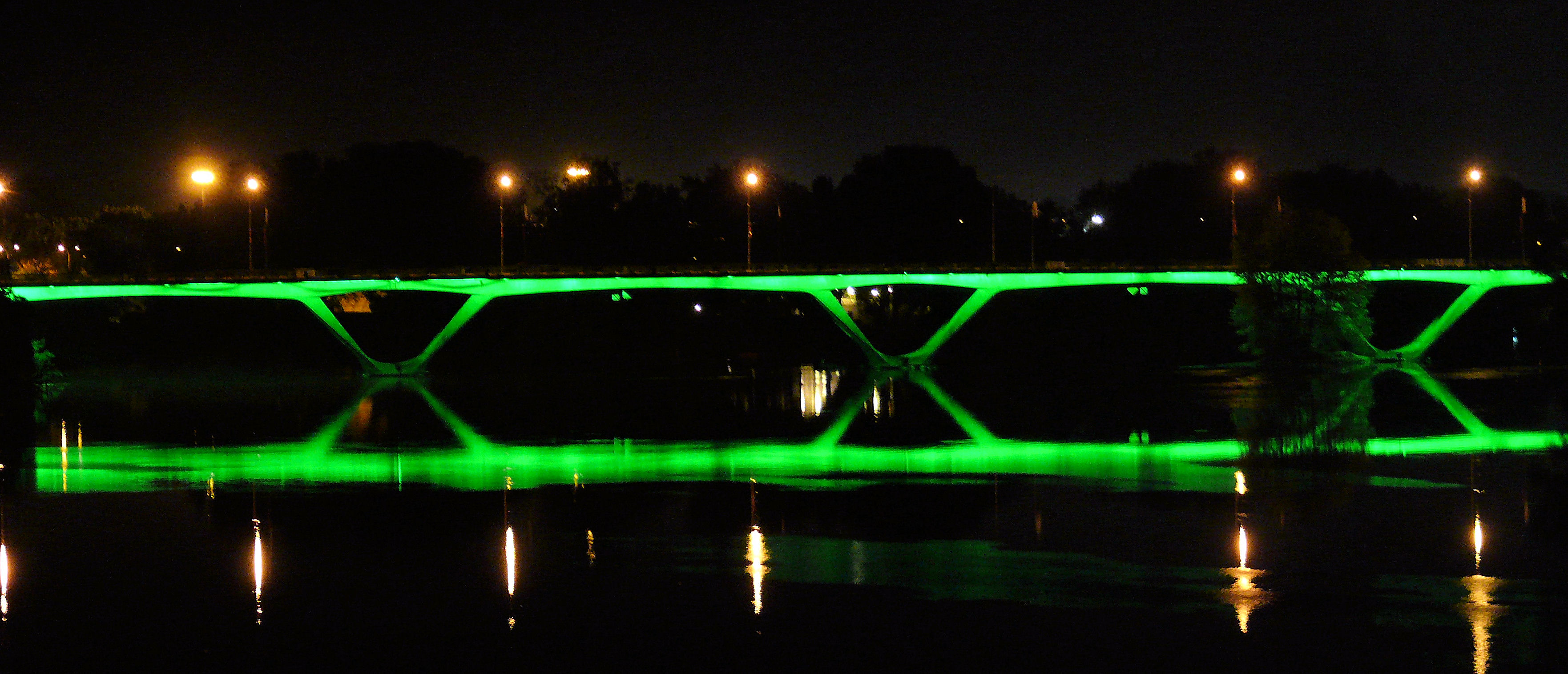
Le pont éclairé la nuit.
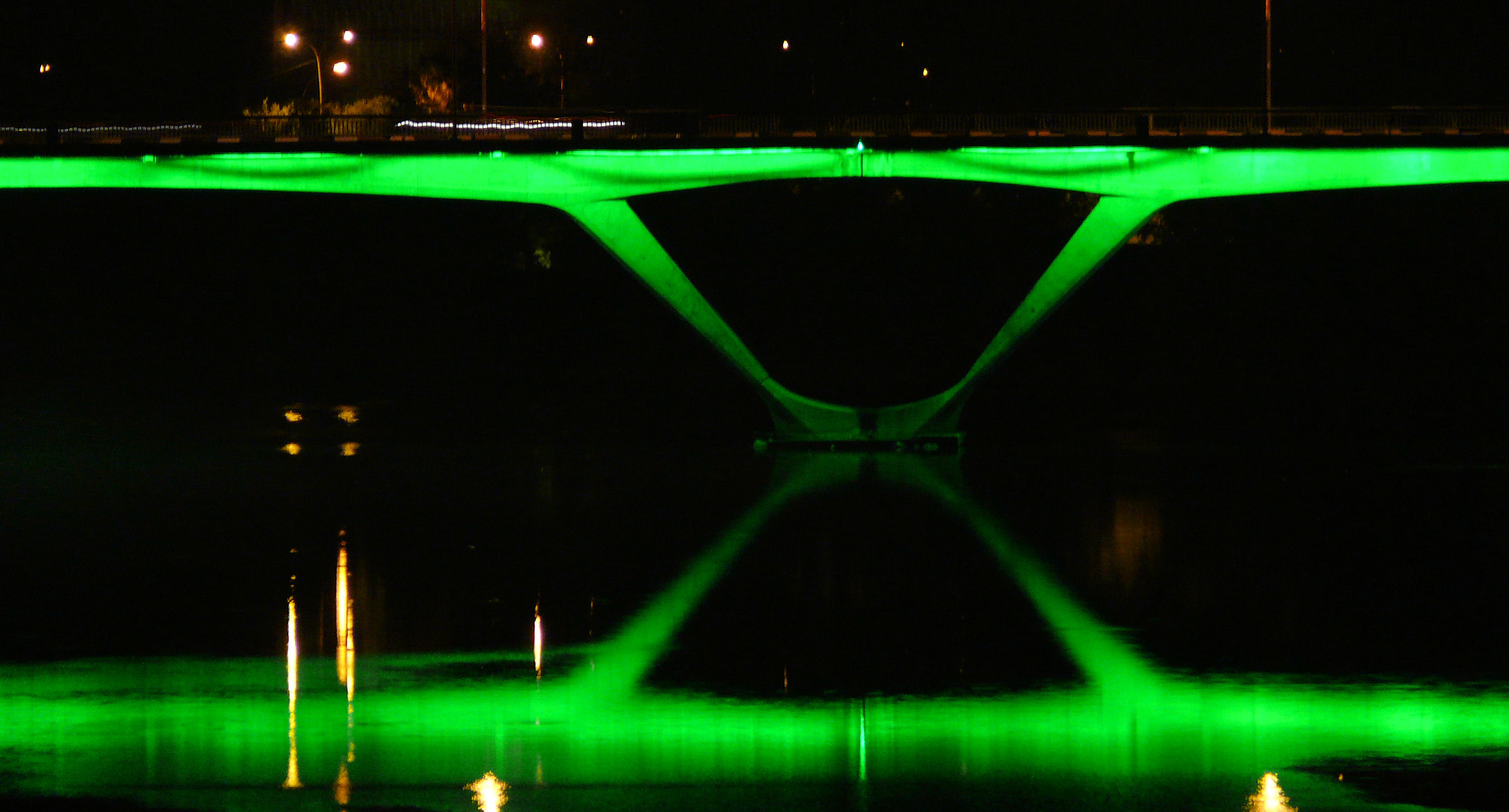
Une pile la nuit.